# 篠栗町

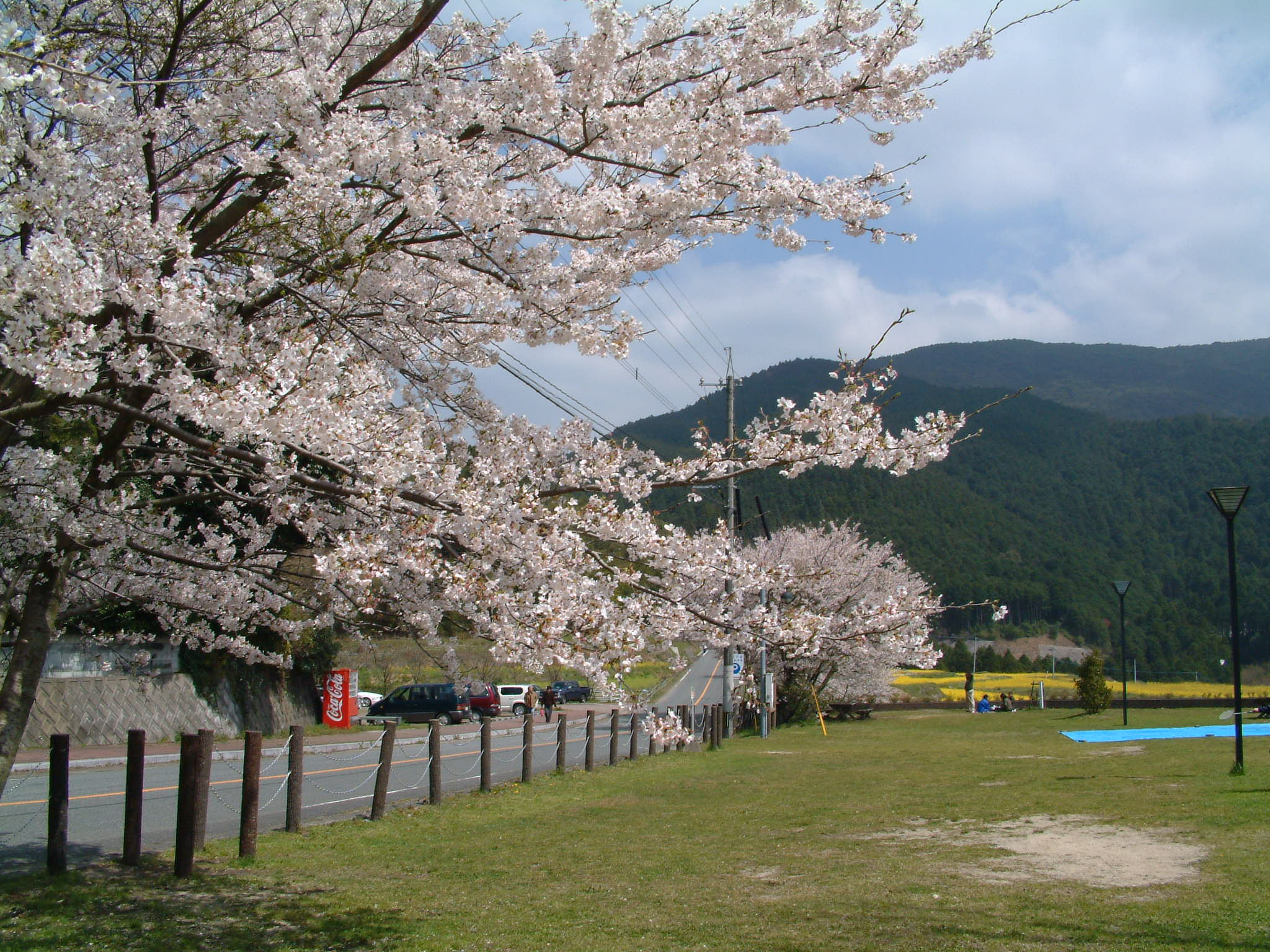
樹芸の森の桜

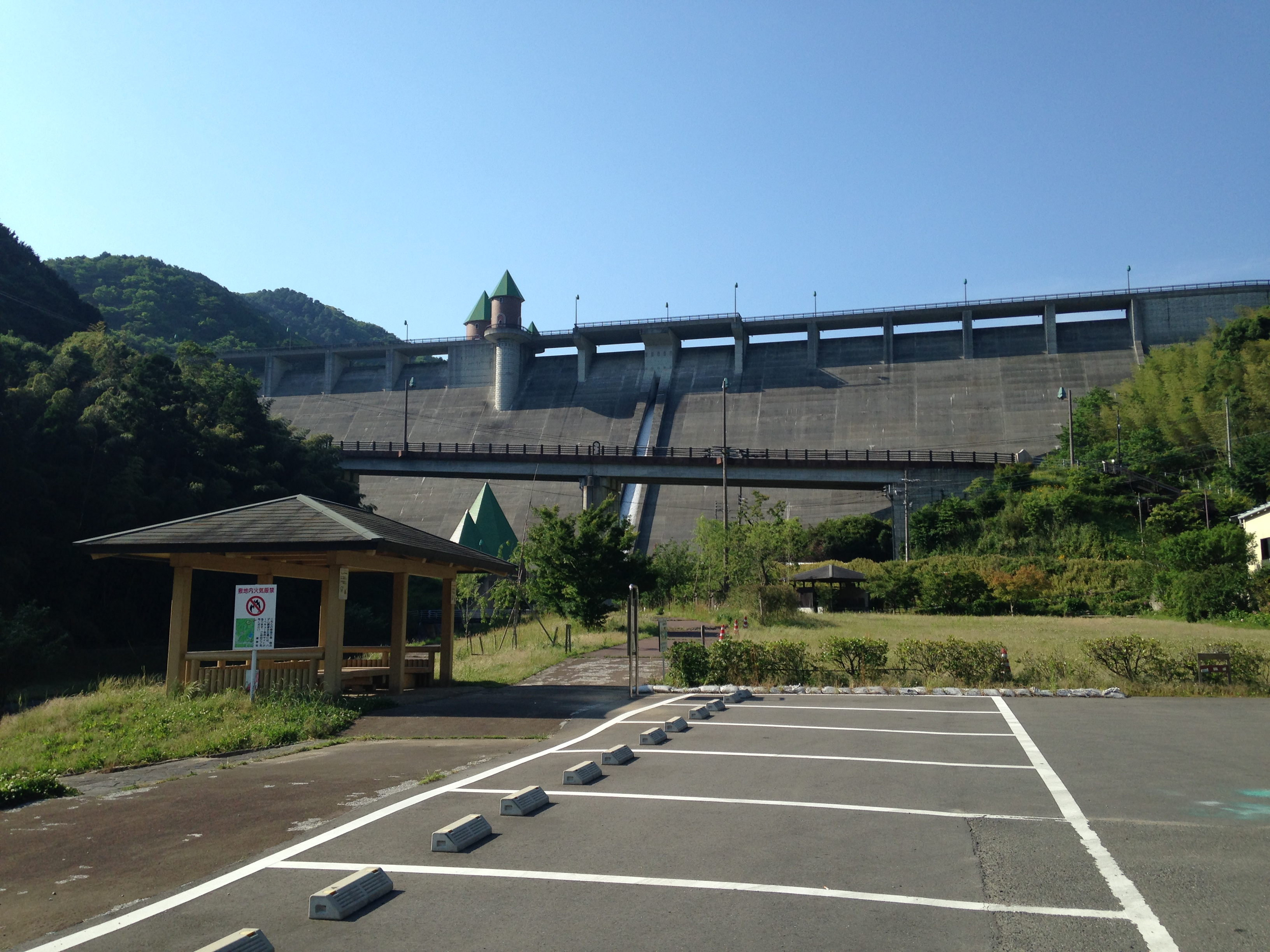
鳴淵ダム

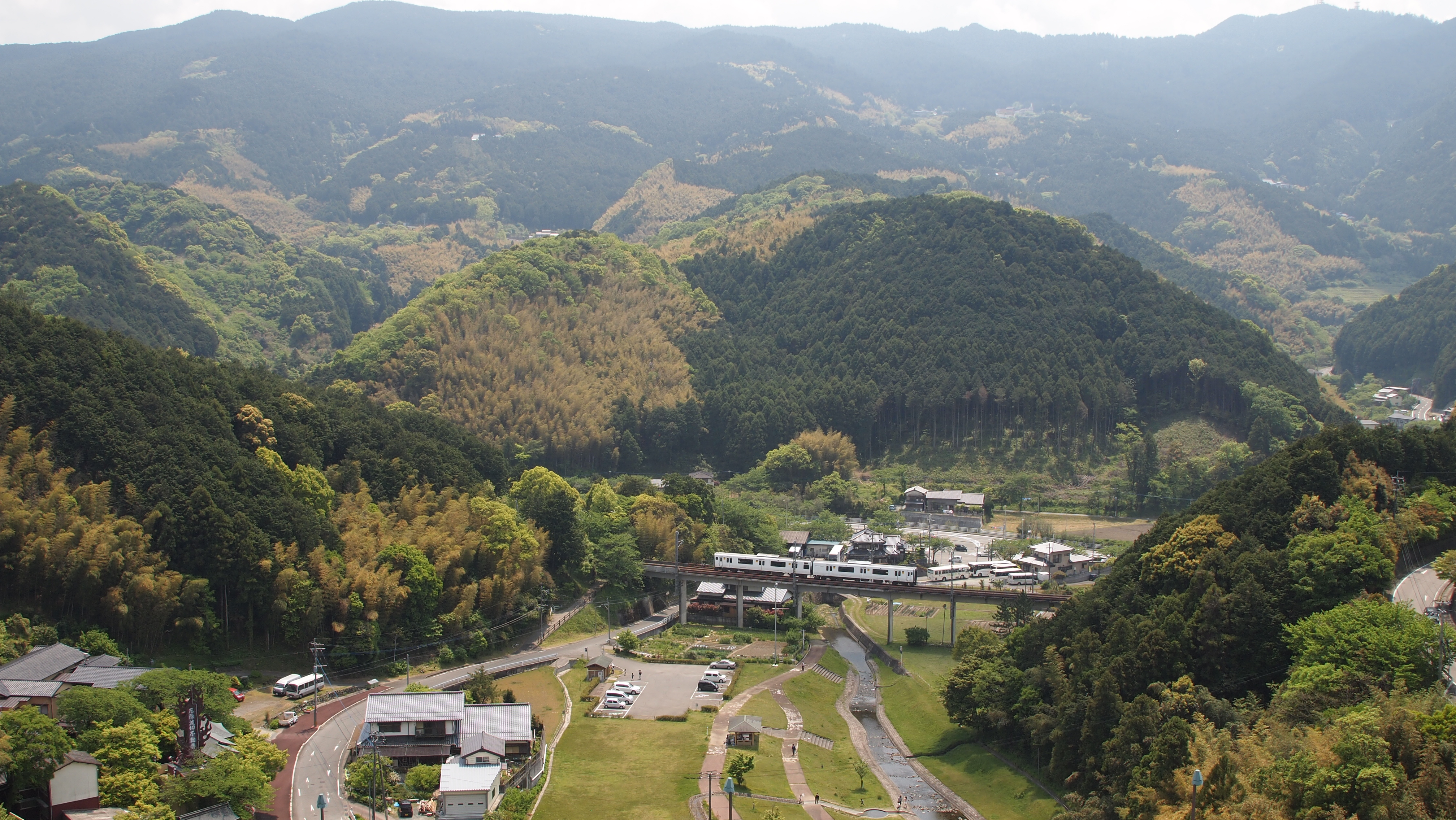
鳴淵ダムの天端から望む篠栗線（城戸南蔵院前 - 筑前山手）

篠栗町（ささぐりまち）は、福岡県の町。糟屋郡に属す。
福岡都市圏の一部である。

## 地理
福岡市内から東に12kmのところに位置する。町域の中央よりやや西側に篠栗駅があり、同駅の周辺部が中心市街地となっている。中心部とその西側の地域は福岡平野の東端部にあたり比較的平坦で、福岡市のベッドタウンとして住宅開発が進んでいる。中心部より東側は、福岡都市圏と筑豊を隔てる山地である。
多々良川が町域を東西に流れている。
- 山: 若杉山（町域南部）

森林セラピー基地認定。

### 隣接する市町村
- 飯塚市
- 宮若市
- 糟屋郡須恵町、久山町、粕屋町

### 人口
| |                                        |  |
| 篠栗町と全国の年齢別人口分布（2005年） | 篠栗町の年齢・男女別人口分布（2005年） |  |
| ■紫色 ― 篠栗町 ■緑色 ― 日本全国 | ■青色 ― 男性 ■赤色 ― 女性              |  |
| 篠栗町（に相当する地域）の人口の推移 \| 1970年（昭和45年） \| 14,855人 \| \| \| 1975年（昭和50年） \| 16,930人 \| \| \| 1980年（昭和55年） \| 19,662人 \| \| \| 1985年（昭和60年） \| 22,114人 \| \| \| 1990年（平成2年） \| 23,267人 \| \| \| 1995年（平成7年） \| 26,314人 \| \| \| 2000年（平成12年） \| 29,389人 \| \| \| 2005年（平成17年） \| 30,985人 \| \| \| 2010年（平成22年） \| 31,318人 \| \| \| 2015年（平成27年） \| 31,210人 \| \| \| 2020年（令和2年） \| 31,209人 \| \| |                                        |  |
| 総務省統計局 国勢調査より |                                        |  |
| 1970年（昭和45年） | 14,855人                               |  |
| 1975年（昭和50年） | 16,930人                               |  |
| 1980年（昭和55年） | 19,662人                               |  |
| 1985年（昭和60年） | 22,114人                               |  |
| 1990年（平成2年） | 23,267人                               |  |
| 1995年（平成7年） | 26,314人                               |  |
| 2000年（平成12年） | 29,389人                               |  |
| 2005年（平成17年） | 30,985人                               |  |
| 2010年（平成22年） | 31,318人                               |  |
| 2015年（平成27年） | 31,210人                               |  |
| 2020年（令和2年） | 31,209人                               |  |

### 地名
- 金出
- 篠栗
- 高田
- 萩尾
- 乙犬（旧勢門村）
- 尾仲（旧勢門村）
- 田中（旧勢門村）
- 津波黒（旧勢門村）
- 若杉（旧勢門村）
- 和田（旧勢門村）
- 内住（1956年、筑穂町の一部を編入）

以降、住居表示実施後に発足した地名
- 中央1丁目～6丁目（篠栗・尾仲・田中・若杉より発足。1丁目・4丁目・5丁目は2019年11月2日、2丁目・3丁目・6丁目は2020年10月10日発足）
- 彩り台（2019年11月2日、津波黒より発足）
- 和田1丁目～5丁目（2021年11月6日、和田より発足）
- 津波黒1丁目～4丁目（2023年2月4日、和田・津波黒・田中・高田より発足）
- 田中1丁目～4丁目（2023年11月11日、尾仲・田中より発足）
- 庄1丁目～6丁目（2024年9月28日、尾仲・若杉より発足）

注：いずれも正式な地名としては「丁目」の前は漢数字
行政区域
上記の地名以外に以下の区分けが存在する（2023年現在）。
- 城戸・山手・山王・上町・中町・下町・高田・金出・萩尾・大勢門・新町・庄・尾仲・若杉・乙犬・和田・津波黒・田中・明治・池の端・ベンタナヒルズ

## 歴史

### 近現代
- 1889年4月1日 - 町村制施行により、篠栗村と勢門村（せとむら）が発足。
- 1927年1月1日 - 篠栗村が町制施行。篠栗町となる。
- 1955年4月1日 - 篠栗町と勢門村が対等合併し、新町制による篠栗町が発足。

### 歴代町長
| 代      | 氏名         | 就任年月日     | 退任年月日     | 備考 |
| ------- | ------------ | -------------- | -------------- | ---- |
| 初-3代  | 井上新左衛門 | 1955年5月1日   | 1967年4月30日  |      |
| 4-6代   | 藤岩雄       | 1967年5月1日   | 1979年4月30日  |      |
| 7代     | 松田重三     | 1979年5月1日   | 1980年10月14日 |      |
| 8代     | 長澤茂樹     | 1980年11月30日 | 1984年11月29日 |      |
| 9-11代  | 深澤祐次     | 1984年11月30日 | 1996年11月29日 |      |
| 12-13代 | 横山久義     | 1996年11月30日 | 2004年11月29日 |      |
| 14-19代 | 三浦正       | 2004年11月30日 | 現職           |      |

## 行政

### 町長
- 三浦正（6期目）
- 任期: 2028年11月29日

### 町議会
- 定数: 12人
- 任期: 2027年4月30日

### 消防
- 粕屋南部消防本部
  - 中部消防署（粕屋町）

### 警察
- 福岡県警察粕屋警察署
  - 篠栗交番（ささぐり・篠栗町中央4丁目15番25号[2]）
- 自動車警ら隊本隊
  - 福岡地区隊
- 交通機動隊本隊
  - 福岡地区隊
- 機動捜査隊本隊
  - 福岡地区隊

## 産業
かつては町の北西部に炭鉱があったが、1960年代のエネルギー革命で閉山した。その後、工業団地（東鉄工団地）立地を進め、現在は農業や観光業が中心。

### 町内に本社を置く企業
- トーカ堂（通信販売業）
- 株式会社やまやコミュニケーションズ（辛子明太子の販売・製造）

## 教育

### 中学校
- 篠栗町立篠栗中学校
- 篠栗町立篠栗北中学校

### 小学校
- 篠栗町立篠栗小学校
  - 萩尾分校
- 篠栗町立勢門小学校
- 篠栗町立北勢門小学校

今では篠栗北中学校と北勢門小学校との、篠栗中学校と篠栗小学校・勢門小学校との小中一貫教育が進んでいる。

## 交通

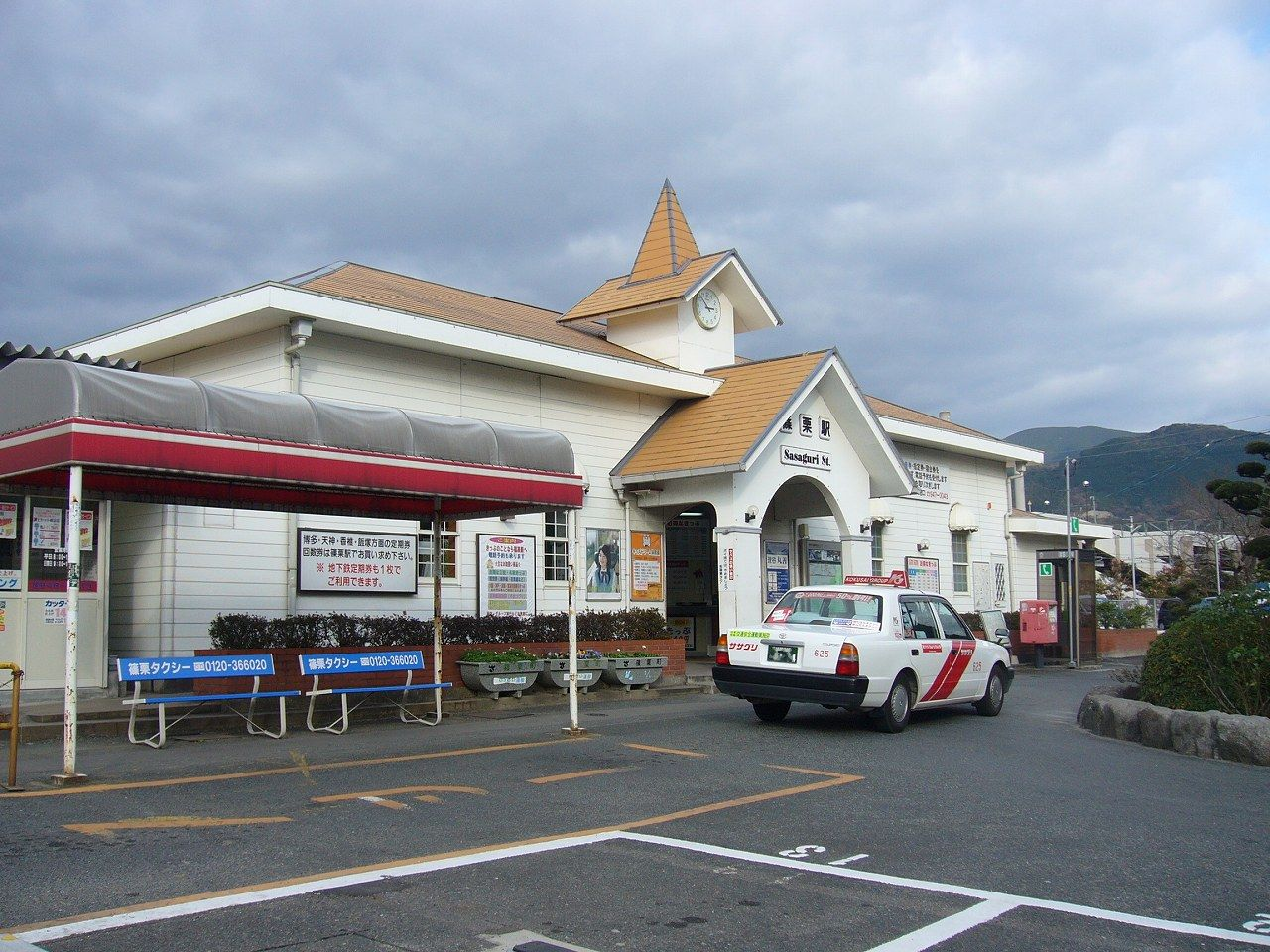
篠栗駅

最寄り空港は福岡空港。

### 鉄道路線
- 九州旅客鉄道（JR九州）
  - 篠栗線（福北ゆたか線）
    - 篠栗駅 - 筑前山手駅 - 城戸南蔵院前駅

中心駅は篠栗駅。この他に篠栗町民の利用が多い駅として門松駅（粕屋町）がある。

### バス路線
西鉄バス（西日本鉄道）
国道201号福岡東バイパス・八木山バイパスを経由し福岡市（天神）と筑豊地区の各都市（飯塚市・糸田町・田川市・香春町）を結ぶ特急バスが町内の福岡東バイパス上の「篠栗北」停留所に停車する（一部の便は隣の粕屋町内の福岡東バイパス上の「粕屋警察署前」にも停車する）。また、県道607号を通り粕屋町を経由して福岡市と篠栗町を結ぶ一般路線もある。
- 特急: 西鉄天神高速バスターミナル - 粕屋警察署前 - 篠栗北 - 堀池 - 飯塚バスターミナル - 新飯塚駅 - 道の駅いとだ・中村美術館前 - 西鉄後藤寺営業所 - 後藤寺 - 田川市役所 - 田川伊田駅 - 福岡県立大学 - 香春町役場 ※経路および発着地は便により異なる
- 31：天神 - 妙見 - 長者原 - 篠栗 - 日の浦口
- 310：天神 - （都市高速） - 長者原 - 篠栗 - 日の浦口

オアシス篠栗巡回バス
篠栗町が運行する福祉巡回バスで、篠栗町総合保健福祉センター（オアシス篠栗）を拠点として、町の北東部・南東部・北西部・南西部の西鉄バス路線のない地域に運行する。実際の運行業務は若杉観光が行う。無料。オアシス篠栗利用者以外でも利用できるが、オアシス篠栗でのみ乗車扱いを行い他停留所では降車扱いのみの便と、途中の各停留所で乗降扱いを行う便がある。月曜日運休。
久山町コミュニティバス「イコバス」
久山町が運行するコミュニティバスで、篠栗駅・篠栗北と久山町を結ぶ。実際の運行業務は新宮タクシーが行う。運賃100円均一。久山（JR九州バス久山バス停付近）・久山役場経由便と、山の神・猪野経由便がある。篠栗町内のみの利用も可能。

### 道路

#### 高速道路
町内に高速道路は通っていない。高速道路の最寄りインターチェンジは福岡インターチェンジ。

#### 一般国道
- 国道201号: 町の中心部のやや北側を通り、東西に福岡市から飯塚市方面へ通っている。
  - 国道201号（八木山バイパス）

#### 県道
- 福岡県道92号宗像篠栗線: 主要地方道。
- 福岡県道435号内住篠栗線
- 福岡県道543号谷尾仲線
- 福岡県道547号猪野篠栗線
- 福岡県道607号福岡篠栗線: 旧国道201号。扱い上は主要地方道ではないが、町中心部を通り、実質的には幹線道路の一つ。

## 名所・旧跡・観光スポット・祭事・催事

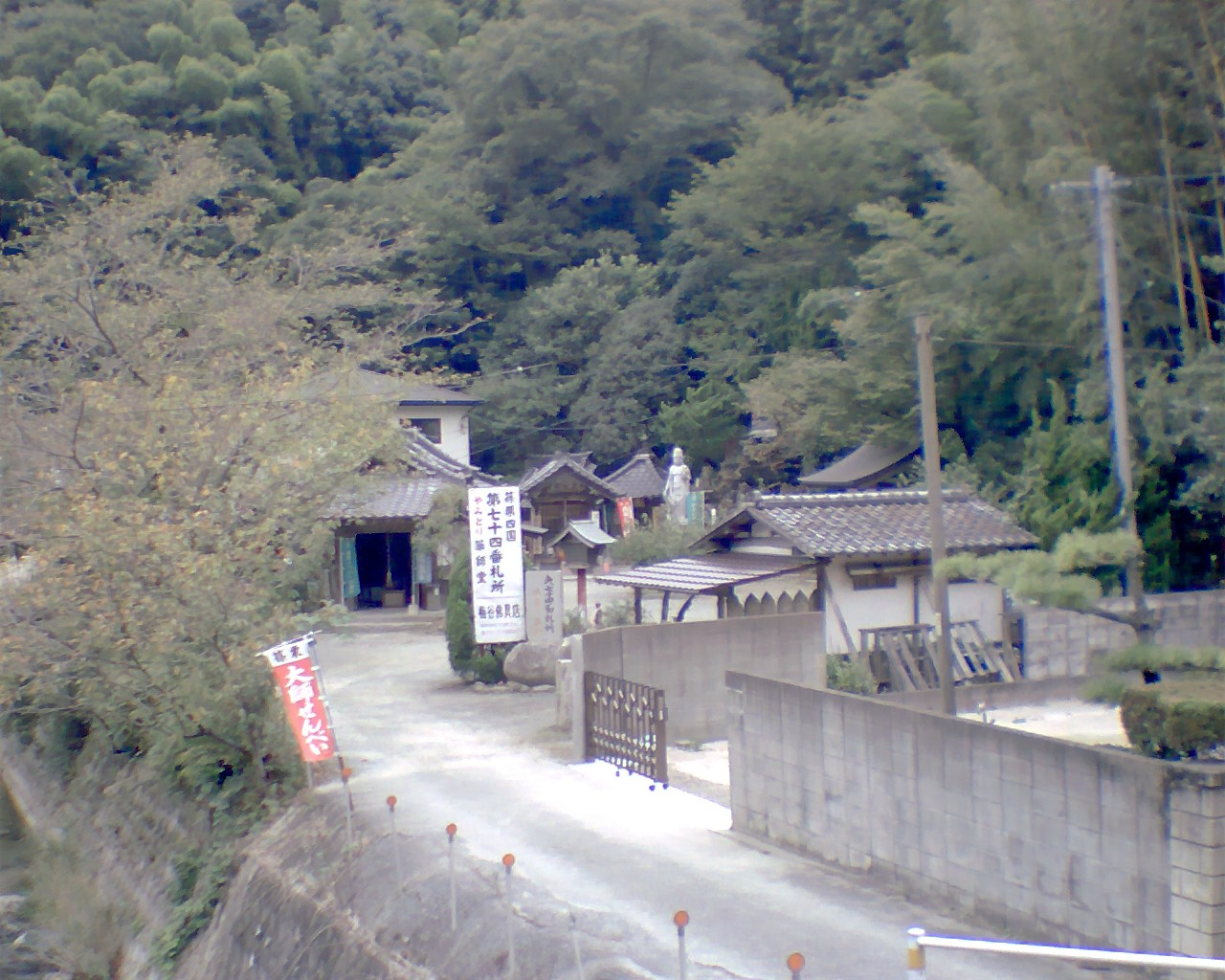
篠栗四国第七十四番札所薬師堂

- 篠栗四国八十八箇所霊場
町内各地に寺があり、札所を巡礼する。中でも1番札所の南蔵院は青銅製のものとしては世界最大の釈迦涅槃像で知られており、多くの観光客が訪れる。
- 太祖宮
上宮、下宮からなり、若杉山の名称に由来する神功皇后の伝承が残る。
- 米ノ山展望台
車で行くことができる福岡県内でも皿倉山と並び称されるほどの展望の名所。夜には眼下に福岡市内の煌めく夜景が望める。
- 若スギトウダの二又
森の巨人たち百選。
- 天空会館 鉄閣寺
「色金属閣寺」の一つで、鹿苑寺（金閣寺）・慈照寺（銀閣寺）・大雲院（銅閣寺）は京都市内にあるが、こちら（鉄閣寺）だけは、福岡県糟屋郡篠栗町にある（ただし、「寺」の名がついた葬儀場である）。
- 篠栗九大の森
九州大学演習林の敷地の一部であり、大学と町が共同で管理をしているエリア。中央に位置する「蒲田池」の周囲には遊歩道が整備されている。いわゆる「インスタ映え」するスポットとして注目されている。

## 篠栗町出身の有名人
- 村田修一（元プロ野球選手・野球指導者）
- 佐田正樹（お笑い芸人・バッドボーイズ）
- 黒瀬純（お笑い芸人・パンクブーブー）
- 髙木悠未 （タレント、アイドル、LinQ所属）
- 太田蒼生（陸上選手・青山学院大学）
- 篠栗たかし（お笑い芸人・エイトブリッジ）
- 藤金作 （衆議院議員）